# 마이클 E. 나이트

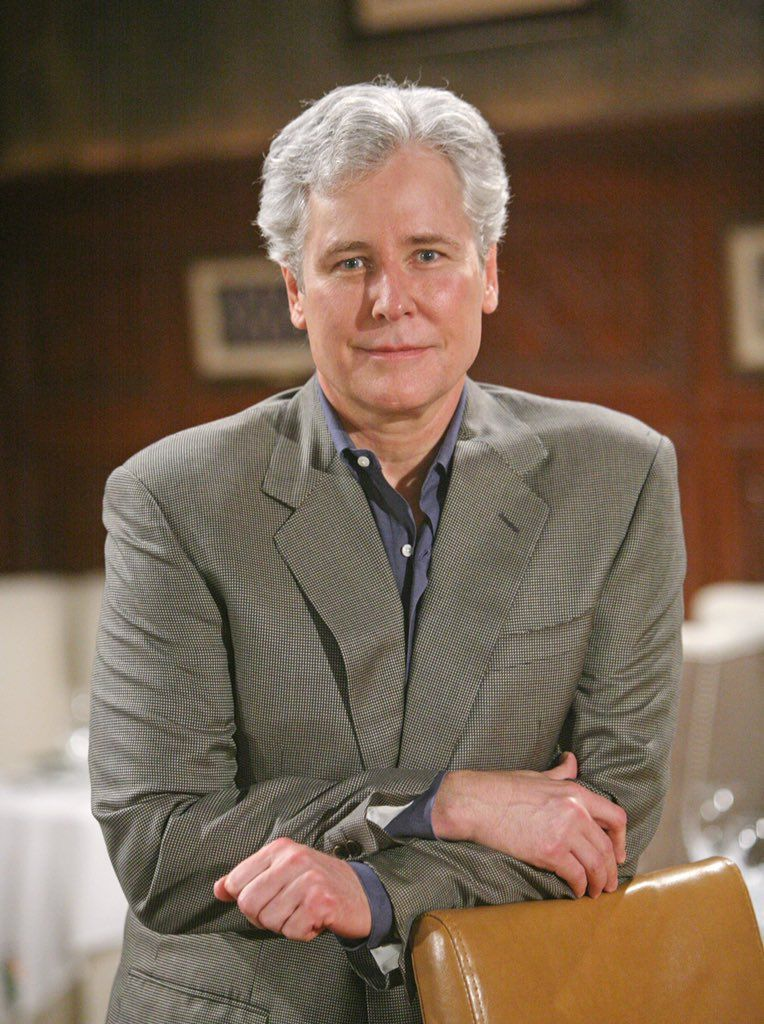

마이클 E. 나이트(Michael E. Knight, 1959년 5월 7일 ~ )는 미국의 배우, 텔레비전 배우, 영화배우이다.
프린스턴에서 태어났다.

## 영화
- 망고 탱고 (2009년)
- 헝그리 이어스 (2009년)
- 몬타나 (1998년)
- 각가지 크리스마스 (1996년)
- 해군생도 폴라 코프린 (1995년)
- 헥시나 (1993년)
- 천사와 사랑을 (1987년) - 짐 샌더즈 역
- 베이비 온리 유 (1983년)
- 원 라이프 투 리브 (1968년)